# Adolf Harpf
Josef Adolf Harpf (* 18. März 1857 in Graz; † 5. Jänner 1927 in Rettenbach bei Graz) war ein österreichischer Journalist, Buchhändler, Herausgeber und Schriftsteller. Bekannt ist er auch unter dem Pseudonym Adolf Hagen.

## Leben und Wirken
Adolf Harpf wurde am 18. März 1857 als Sohn des Tondichters und Kapellmeisters Johann Harpf († 7. Dezember 1895) in eine bekannte Grazer Musikerfamilie geboren. Durch seine aus Berlin stammende Mutter Marie Hellmann hat Harpf reichsdeutsche Vorfahren. Seine Familie hatte mit einer Kammermusikvereinigung erfolgreiche Auftritte an den Höfen in London und Sankt Petersburg. Eines seiner vielen Geschwister war der spätere Chemiker August Harpf (1861–1925). Nach seiner allgemeinen Schulbildung, die ihn unter anderem an die Landesoberrealschule in Graz und an das erste Grazer Staatsgymnasium, an dem er die Reifeprüfung mit gutem Erfolg ablegte, führte, studierte er Naturwissenschaften an der chemischen Fachschule am Polytechnikum Graz, ehe er Europa durchwanderte und als Techniker tätig wurde. Um 1877 holte er seine Matura nach und studierte Philosophie (unter Alois Riehl), romanische Sprachen und Literatur (unter Hugo Schuchardt), germanistische Sprachwissenschaft (unter Anton Emanuel Schönbach), deutsche Literatur (unter Richard Maria Werner) und Moderne Sprachen an der Universität Graz. Bereits während seiner Studienzeit wurde seine Arbeit über die Philosophie des Protagoras mit dem ersten Preis der Wartinger-Stiftung ausgezeichnet. Anlässlich eines Sprachaufenthaltes in Frankreich arbeitete er um das Jahr 1881 als Sprachlehrer für Deutsch und Englisch in einer Erziehungsanstalt in Paris. Dort arbeitete er bis zum 14. Februar 1881 und erhoffte sich von seinem kargen Gehalt die Rückreise nach Österreich finanzieren zu können. Im Jahr 1884 promovierte er mit einer Dissertation über die Die Ethik des Protagoras und deren zweifache Moralbegründung zum Dr. phil. und arbeitete ab 1885 als Journalist. So war er etwa 1885 Redakteur der Deutschen Wacht, die ab 1879 von Wilhelm Marr, dem Gründer der Antisemitenliga herausgegeben wurde, mit Sitz im damals noch steirischen Cilli (später Celje in Jugoslawien und dann Slowenien). Bereits ab dieser Zeit arbeitete er auch bei der Tagespost und war in der Joanneumbibliothek tätig, ehe er 1886 als Redakteur die Schriftleitung der Marburger Zeitung übernahm.
Zumindest zwischen 1888 und 1895 lebte und arbeitete er in Leoben, wo er eine Buchhandlung gründete sowie Begründer und Redakteur der Obersteirischen Volkszeitung mitsamt Druckerei und Kalenderverlag (Obersteirischer Kalender für Stadt und Land) war. Auch in Knittelfeld betrieb er eine Buchdruckerei. Daneben war er zudem Herausgeber und Redakteur der Kärntner Allgemeinen Volkszeitung mit Sitz in Villach. Infolge einer schweren Erkrankung zog sich der Vater der Schriftstellerin und Sängerin Hilde La Harpe-Hagen (eigentlich Hilde Harpf; verheiratete Hilde Spur; † 1939) aus dem Berufsleben als Journalist zurück, verkaufte im Jahre 1899 die Obersteirische Volkszeitung mit dem angebundenen Verlag und konzentrierte sich vermehrt auf seine Laufbahn als freiberuflicher Schriftsteller. Während er die Sommer in Leoben verbrachte, lebte er in den Wintermonaten in Abbassieh bei Kairo (heute ein Stadtteil von Kairo), wo er eine innige Freundschaft zum Naturforscher und Wüstenjäger Richard Markgraf schloss. Zeitlebens unternahm Harpf, der oftmals unter dem Pseudonym Adolf Hagen schrieb, zahlreiche Reisen – vorrangig in den Orient. Er verfasste vor allem politische Publizistik, Feuilletons, Dichtungen und Lyrik. Viele seiner völkisch-deutschen Lyrik der 1880er Jahre, in denen er sich vor allem mit Volkstums- und Rassefragen beschäftigte, wurde später in Österreich verboten. Mitte der 1880er Jahre soll er gegen Peter Rosegger, wie dieser selbst 13 Jahre in einem Brief an Ferdinand Khull schreiben sollte, eine Hetze veranstaltet haben und ihn in der Obersteirischen Volkszeitung als einen „von Juden bestochenen, moralisch tiefgesunkenen Schriftsteller“ verdächtigt haben. Anlässlich seines 60. Geburtstages gab die Deutsche Umschau im März 1917 ein eigenes Harpf-Heft heraus, für das zahlreiche Personen, darunter auch eine Reihe angesehener Schriftsteller, Beiträge geliefert haben. Bis kurz vor seinem Ableben hatte Harpf noch öffentliche Auftritte in Form von Vorlesungen und war bis zuletzt ein Mitarbeiter des Neuen Grazer Tagblatts, einer Fortsetzung des 1919 eingestellten Grazer Tagblatts.
Nach dem Ende der österreichisch-ungarischen Monarchie verkaufte Harpf seine in Leoben erworbenen Häuser und erwarb ein Landhaus in Rettenbach bei Graz (heute ein Teil des 11. Grazer Gemeindebezirks Mariatrost), wo er seine letzten Lebensjahre, in denen er weiterhin schriftstellerisch tätig war, verbrachte. Da die österreichisch-ungarische Krone nach dem Ersten Weltkrieg aufgrund der Inflation sehr stark an Wert verloren hatte, machte Harpf mit dem Verkauf seiner Leobener Häuser einen großen Verlust und musste bis zu seinem Lebensende für seinen Lebensunterhalt arbeiten. Neben seiner schriftstellerischen Tätigkeit unterrichtete er bis zuletzt auch die modernen Sprachen. Am Morgen des 5. Jänner 1927 starb Harpf rund zweieinhalb Monate vor seinem 70. Geburtstag in seinem Landhaus an einem Herzleiden. Laut seinem Eintrag im Sterbebuch von Graz-St. Leonhard starb Harpf an den Folgen einer Hirnblutung. Er wurde am 8. Jänner 1927 am Katholischen Stadtfriedhof St. Peter in Graz beerdigt. Nur etwas über drei Monate zuvor war seine Frau Anna (geborene Pausch) am 30. September 1926 im Alter von 75 bzw. 76 Jahren gestorben.

## Werke (Auswahl)
- 1883: Aus der deutschen Ostmark. Eine Dichtung in zehn Gesängen
- 1883: Goethes Erkenntnisprinzip
- 1884: Die Ethik des Protagoras und deren zweifache Moralgründung. Kritisch untersucht (Dissertation)
- 1884: Rufe aus dem deutschen Osten. Drei Bücher nationaler Dichtungen aus Deutsch-Österreich. Unter Mitwirkung von Gerimungsgenossen (Herausgeber)
- 1885: Wehr und Waffen. Deutsche Dichtungen des jungen Österreich (mit E. Fels)
- 1886: Der lustigste Tag des Jahres Achtundvierzig. Eine burschikose Erzählung
- 1886: Carneri’s Bedeutung als Schriftsteller (Stud.; Neuausg. u. d. T.: Darwin in der Ethik. Festschrift zum 80. Geburtstag Carneris, 1901)
- 1892: Geschichte des Leobner Stadttheaters zu dessen hundertjährigem Bestande
- 1895: Schopenhauer und Goethe. Ein Beitrag zur Entwicklungsgeschichte der Schopenhauerschen Philosophie
- 1898: Mein Spaziergang nach Paris. Wanderbilder aus Frankreich
- 1898: Idyllen aus Kärntens Gauen, I Der Wörthersee, II Das Maltathal. Poetische Schilderungen
- 1898: Zur Lösung der brennendsten Rassenfrage der heutigen europäischen Menschheit. Eine soziologische Studie mit einem Anhang zur Begründung der Sozialethik
- 1898: Über deutsch-volkliches Sagen und Singen. Streifzüge im Gebiete deutschen Schrift- und Volksthumes mit besonderer Rücksicht auf die deutsche Ostmark
- 1903: Aus Heimat und Fremde. Erlebnisse und Ergebnisse
- 1904: Haschisch
- 1905: Morgen- und Abendland. Vergleichende Kultur- und Rassenstudien
- 1905: Der völkische Kampf der Ostmarkdeutschen. Volks- und Zeittumsfragen
- 1906: Ostara. Die Auferstehung des Menschen. Eine Osterfestschrift
- 1906: Der völkische Gedanke, das aristokratische Prinzip unserer Zeit
- 1906: «Landgraf, werde hart!». Eine Altdeutsche Volkssage, neuzeittümlich erzählt
- 1906: Das Weibwesen
- 1907: Die Zeit des ewigen Friedens, eine Apologie des Krieges als Kultur- und Rassenauffrischer
- 1910: Natur- und Kunstschaffen. Eine Schöpfungskunde
- 1914: Amerika und die Religion der Zukunft. Kulturvergleichende Fernsichten
- 1915: Der Erzfeind. Rück- und Ausblicke zum Weltkrieg
- 1917: Die Grundlehren der Kriegswirtschaft und der Geburtenausfall
- 1922: Deutsche Waldandachten in drei Erlebnisbüchern
- 1924: Völkischer Adel
- 1924: Deutsche Bergpredigten zur Notwende im Elendfrieden